# Сен-но сен
Сен-но-сен (яп. 先の先, «попереду попереднього») — один із трьох класичних принципів таймінгу в японських бойових мистецтвах, що означає випереджувальну контратаку в момент виникнення наміру противника атакувати, але до фактичного початку руху.

## Етимологія та визначення
Термін складається з двох повторів ієрогліфа 先 (сен, «попереджати, бути попереду») через частку の (но). Повторення підсилює значення — дія «за крок попереду» перед початком будь-якої ініціативи супротивника.  
У порівнянні з іншими принципами:
- Го-но-сен (Go no Sen, «пост-ініціатива») — оборона чи контратака після початку атаки супротивника.
- Сен-сен-но-сен (Sen Sen no Sen, «попереду попереднього попереду») — проактивна атака ще до найменшої ознаки наміру противника.

## Історичний розвиток

### Класичні школи кендзюцу
У школах кендзюцу (наприклад, Ічі-дзюцу, Теншин Шоден Кадзокей і Сотоґакуре-рю) сен-но-сен трактувалося як вищий рівень майстерності: учень не просто чекає атаки або реагує на неї, а передбачає наміри супротивника й випереджує їх дією.

### Карате та Окінава
В окінавських стилях карате (Шото-кан, Ґодзю-рю) принцип сен-но-сен увійшов як елемент «деай-ваза» (接合技) — миттєвого зустрічного удару під час зміни позиції супротивника.

### Айкідо
У айкідо сен-но-сен співвідноситься з концепцією «аріасай» (有位相) — захоплення наміру атаки на рівні намірів (кій), що дозволяє уникнути навіть початкового руху супротивника.

## Принцип дії
1. Спостереження наміру — читання «кій» (енергії) противника: фокус на диханні, погляд, тонкі рухи корпусу.
2. Швидка реакція — миттєвий контрудар або кидок, що накладається на початкову фазу атаки.
3. Економія руху — мінімізація власних зайвих дій для максимальної швидкості (принцип «іти-ніген-мей» — 一寸の間も無駄にしない, «не гаяти ні йоти часу»).

## Практичні приклади

### Кендо
- Стоп-хіт (止め打ち) — розрубування суперника в ту мить, коли він починає піднімати меч для удару[4].

### Карате
- У стилі Ґодзю-рю: «косугі-цукі» — пружний удар кулаком у корпус, накладається на рух корпусу супротивника[5].

### Айкідо
- «Котеґарі» — захоплення зап’ястка й одразу перехід у больовий прийом, коли противник робить крок уперед[6].

## Порівняння з іншими принципами таймінгу
| Принцип        | Суть                                | Час виконання                       |
| -------------- | ----------------------------------- | ----------------------------------- |
| Го-но-сен      | Контратака після початку атаки      | Фаза середини атаки                 |
| Сен-но-сен     | Контратака у фазі виникнення наміру | Перед початком або на початку атаки |
| Сен-сен-но-сен | Атака випереджає найменший намір    | До будь-яких ознак атаки            |

## Сучасна інтерпретація та тренувальні методики
- Використання бойових відеоаналізів для відпрацювання розпізнавання патернів руху.
- Інтерактивні тандем-тренування (кікекумі) з фіксованими сигналами для формування рефлексів.
- Застосування принципу в сучасних змішаних єдиноборствах (MMA) як елемент контрдрейфу та клинча[7].

## Критика та обмеження
- Висока складність освоєння через потребу тонкого спостереження за «кій» — ефективність залежить від психологічного контакту і рівня досвіду.
- У контактних видах, де захист густо обладнаний бронею (напр. сучасний фехтувальний обладунок), складно розпізнати тонкі сигнали «кій».

## Зовнішні посилання
- Стаття «Sen no Sen» на MartialArtsTiming.com
- Сен-но-сен у класичних школах кендзюцу